# Teatro de Misterio
O Teatro de Mistério foi um radioteatro produzido e irradiado semanalmente pela Rádio Nacional do Rio de Janeiro na segunda metade do século XX. Os episódios eram escritos por Hēlio do Soveral (1918-2001). O autor criava histórias originais, recusando o pedido de ouvintes de adaptar textos estrangeiros.  Os episódios tinham boa audiência na época que a Rádio Nacional liderava as emissoras  e eram inicialmente apresentados às quartas-feiras  de 22:10 as 23:00 horas. 

## História
O primeiro episódio do Teatro foi irradiado no dia 6 de novembro de 1957. Houve um coquetel às 23 horas na Rádio Nacional entre os participantes da primeira audição, logo após o encerramento desta. Hēlio do Soveral tinha entāo vinte e um anos de experiencia escrevendo histórias policiais.  O Teatro continuou a ser irradiado por décadas. 

## Episódios
Inicialmente chamado “Teatro de Mistērio Philco”, (e por títulos similares de acordo com a empresa que estivesse patrocinando o programa), o primeiro episódio foi “A Arma do Crime” e  se passava em Santa Teresa. Nele o testamento de um milionário especificava que a herança seria repartida entre quatro herdeiros que não se casassem no decorrer de um ano. Então uma série de homicídios ocorriam “de maneira imprevisível”, com muitos suspeitos, até o criminoso ser revelado “de maneira espetacular”.  Outros episódios foram: “Questão de Provas”  , “O Assassino Bate à Sua Porta”, “História de Duas Mãos”, “O Caso dos Estranhos Acidentes” , “Assalto no Beco”, “Perigo na Pedra do Conde”  ,  etc.
Atualmente mais de trezentos episódios abrangendo parte das décadas de setenta e oitenta estão disponíveis na internet.

## Diretores e interpretes
Os episódios do Teatro tiveram diferentes diretores como, por exemplo, Rodolfo Mayer e Floriano Faissal
O primeiro episodio apresentou narraçāo de Caue Filho e, dentre outros,  os interpretes foram Ismenia dos Santos, Celso Guimarães, Domicio Costa, Gerdal dos Santos e Saint Clair Lopes como comissário. Rodolfo Mayer ,em episódios posteriores,  interpretou o “Inspetor Marques” acompanhado pelo "Detetive Zito" (Gerdal dos Santos -).   O “Inspetor” teve interpretes como Milton Rangel e, nos anos 70,  Domicio Costa como o  “Inspetor Santos”.

## Critica
Histórias do Inspetor Marques foram publicadas em 1962. O crítico Miguel Carqueijo afirmou que se baseavam em modelos ingleses e estadunidenses, mesclando boas tramas com inverossimilhanças. Um critico anônimo elogiou o temporariamente denominado “Teatro de Mistério Gessy” na peça “Um Acidente de Onça” mas criticou o roteiro ingenuo e a interpretação excessivamente caricata do modo de falar caipira.   As gravações disponiveis na internet revelam um claro interesse em abrasileirar a série com personagens estereótipos do carioca, como Jorgão (José Valuzzi) por exemplo.